# Wladyslaw Hawryk
Wladyslaw Maksymowytsch Hawryk (ukrainisch Владислав Максимович Гаврик; * 21. Mai 1991 in Charkiw, Ukrainische SSR, Sowjetunion) ist ein ehemaliger ukrainischer Eishockeyspieler, der zuletzt bis 2020 bei den Danbury Hat Tricks in der nordamerikanische Federal Prospects Hockey League spielte.

## Karriere
Wladyslaw Hawryk begann seine Karriere als Eishockeyspieler in der Nachwuchsabteilung von Druschba-78 Charkiw in seiner Geburtsstadt, für den er sechs Spielzeiten bis zu seinem 18. Lebensjahr spielte. 2009 zog es ihn in die Vereinigten Staaten, wo er zuerst für das Team der Hebron Academy im High-School-Ligensystem der Vereinigten Staaten und dann vier Jahre für die Mannschaft des Skidmore College in der Division III der National Collegiate Athletic Association spielte. Nach dem Ende seines Studiums wechselte er in die Federal Hockey League, wo er zunächst einige Monate für die Danbury Whalers auf dem Eis stand und dann zum Berkshire Battalion wechselte. Die Spielzeit 2015/16 verbrachte er in der Southern Professional Hockey League, wo er bei den Louisiana IceGators und den Columbus Cottonmouths spielte. 2016 kehrte er in die Ukraine zurück und spielte zunächst für den HK Donbass Donezk in der ukrainischen Eishockeyliga. Bereits im November 2016 wechselte er jedoch zum Ligarivalen HK Krementschuk, bei dem er die Saison beendete. Anschließend wurde er vom HC Prešov aus der slowakischen 1. Liga, der zweithöchsten Spielklasse des Landes, unter Vertrag genommen, den er ein Jahr später zum Ligakonkurrenten HK Dukla Michalovce verließ, mit dem er die Liga 2019 gewinnen konnte. Aber auch dort blieb er nur ein Jahr. 2019 wechselte er zu den Danbury Hat Tricks in die nordamerikanische Federal Prospects Hockey League.

### International
Hawryk kam im Nachwuchsbereich bei der U18-Weltmeisterschaften 2008 in der Division I sowie bei den U20-Weltmeisterschaften 2010 und 2011, jeweils ebenfalls in der Division I, für sein Heimatland zum Einsatz. 
Für die Herren-Nationalmannschaft der Ukraine spielte Hawryk erstmals im Rahmen der Weltmeisterschaft 2015, als er mit seinem Team den Abstieg von der A- in die B-Gruppe der Division I hinnehmen musste. Auch Eishockey-Weltmeisterschaft der Herren 2016, als er die beste Plus/Minus-Bilanz des Turniers erreichte und gemeinsam mit dem Kroaten Borna Rendulić drittbester Scorer hinter dem Esten Robert Rooba und dem Briten Ben O’Connor war, 2017, 2018 und 2019 spielte er in der Division I.

## Erfolge und Auszeichnungen
- 2016 Aufstieg in die Division I, Gruppe A, bei der Weltmeisterschaft der Division I, Gruppe B
- 2016 Beste Plus/Minus-Bilanz bei der Weltmeisterschaft der Division I, Gruppe B
- 2019 Gewinn der slowakischen 1. Liga mit dem HK Dukla Michalovce